# Gerson Levi-Lazzaris
Gerson Levi Lazzaris (Curitiba, 25 de novembro de 1979) é um arqueólogo brasileiro.
Graduou-se pela Universidade de São Paulo, onde iniciou seus estudos em Arqueologia e História, com foco Anti-semitismo no Império Austro-Húngaro. Em 2007 obteve o grau de Mestre em Arqueologia na Universidade de São Paulo com base em uma extensa dissertação sobre sociedades de caçadores-coletores do Holoceno no Sudeste do Brasil. Ele introduziu a abordagem ecossistémica na arqueologia brasileira. "Caçadores-coletores da Serra de Paranapiacaba" e' sua dissertaçao de mestrado, tambem publicou artigos sobre a arqueologia de caçadores-coletores, estudos de padrão de assentamento e tecnologia lítica, bem como traduções de Húngaro para o Português como "Mundo Hungaro no Brasil" (2001).
Levi Lazzaris desenvolveu sua pesquisa de doutorado em Roraima entre os índios Ninam, um subgrupo ianomâmi,  desenvolvendo estudos etnoarqueológicos no vale Uraricoera. Ele foi o segundo coordenador da Frente de Proteção Etnoambiental Yanomami e Ye'kuana através Funai entre 2010 e 2011. É também pesquisador associado do Museu do Estado de Roraima